# Фонтурацетам
Фонтурацетам (4-фенилпирацетам, «Фенотропил», «Карфедон», «Актитропил», «Нанотропил ново») — лекарственное средство, относящееся к группе ноотропных препаратов. Как заявляется в инструкции, оказывает ноотропное, стимулирующее, анксиолитическое, антиастеническое, противосудорожное и нейромодуляторное действие. В резолюции заседания Президиума Формулярного комитета РАМН РФ 16.03.2007 года фенотропил (фонтурацетам) был признан «устаревшим препаратом с недоказанной эффективностью». Ранее фонтурацетам был известен как препарат «Карфедон», эффективный для повышения физической работоспособности, устойчивости к холоду и применявшийся для лечения амнезии.
Фонтурацетам способен оказывать выраженный стимулирующий эффект в отношении двигательных реакций и повышении физической работоспособности, поэтому ранее использовался спортсменами в качестве допинга, в связи с чем включён Всемирным антидопинговым агентством в список запрещённых средств в период спортивных состязаний.
По состоянию на 2020 год входит в перечень жизненно необходимых и важнейших лекарственных препаратов РФ (под названием «N-карбамоилметил-4-фенил-2-пирролидон»).
Средняя цена 1 таблетки (100 мг действующего вещества) составляет 30 российских рублей (2022 г.).

## История
Фонтурацетам был разработан в Институте медико-биологических проблем в качестве психостимулятора нового поколения, способного повышать психическую и физическую работоспособность космонавтов на различных этапах космических полетов различной продолжительности без ущерба влияния на точность операторской деятельности при повышении скорости, а также на принятие правильных решений в экстремальных условиях.
На стадии лабораторной разработки препарата и в доклинических исследованиях использовалось название «карфедон» (англ. Carphedon), происходило от элементов химического названия (N-метиленкарбокасмидо-4-фенил-2-пирролидон), которое было отвергнуто на стадии клинических исследований из-за созвучности в произношении с сердечно-сосудистыми препаратами (кордиамин, кордарон, коринфар и т. п.) согласно решению номенклатурной комиссии лекарственных средств Министерства здравоохранения Российской Федерации.
В 2010 году Всемирной организацией здравоохранения препарату присвоено его текущее международное непатентованное наименование «фонтурацетам».
В августе 2003 года препарат зарегистрирован в российском государственном реестре лекарственных средств под торговой маркой «Фенотропил» (производитель — Щелковский витаминный завод), затем данная регистрация была аннулирована, и с 2008 года по апрель 2017 года «Фенотропил» был зарегистрирован за производителем ОАО «Валента фармацевтика». В 2017 году «Валента Фарм» объявила, что прекращает производить препарат «Фенотропил», так как лицензионные договоры на соответствующие товарные знаки и патенты были отозваны «по инициативе правообладателей».
В мае 2020 года в аптеках появился ноотропный препарат «Нанотропил ново» с тем же действующим веществом, что и «Фенотропил», фонтурацетамом. Производство «Фенотропила» остановилось на «Валента Фарм» в 2017 году из-за разногласий с правообладателем препарата. Регистрационное удостоверение на «Нанотропил ново» зарегистрировано компанией «Валента-интеллект», производство организовано в «Обнинской химико-фармацевтической компании» (ОХФК, входит в «Мир-Фарм»).
Также в 2020 году «Фармстандарту» удалось в Роспатенте признать недействительным патент Валентины Ахапкиной на фонтурацетам и запустить свой дженерик — «Актитропил».
В 2021 году уже «Валента Фарм» смогла через суд добиться досрочного прекращения охраны товарного знака «Фенотропил», зарегистрированного на Романа Ахапкина. Через год компания возобновила производство оригинального «Фенотропила».
В 2022 году компания «Фармасинтез» начала в Роспатенте оспаривать патент «Валенты Фарм» на «Фенотропил». В 2023 году стороны договорились — «Фармасинтез» заключила лицензионное соглашение с «Валентой Фарм», по которому будет выпускать свой препарат «Нооредит» с фонтурацетамом в качестве действующего вещества. Субстанцию для «Нооредита» будет производить предприятие «БратскХимСинтез», также получившее лицензию.

## Свойства
| Пирацетам | Фонтурацетам                    |  |
| Пирацетам | Фонтурацетам (4-фенилпирацетам) |  |

Фонтурацетам принадлежит к семейству производных пирацетама (2-пирролидонов) и является фенилзамещённым пирацетамом. Добавление фенильной группы, предположительно обусловливает изменение фармакокинетических свойств пирацетама (например, может улучшать проникновение препарата через гематоэнцефалический барьер).
Молекула фонтурацетама содержит один хиральный центр у четвёртого атома углерода пирролидонового цикла, в фармацевтической практике используется рацемическая смесь R- и S-энантиомеров.
По данным исследования, проводившегося на животных, оба энантиомера имеют сопоставимый по степени выраженности эффект в качестве антидепрессанта и стимулятора двигательных реакций, однако ноотропное (улучшающее память) действие проявляет только R-изомер фонтурацетама.

## Фармакология
Механизм фармакологического действия фонтурацетама достоверно не известен. Имеются данные о том, что он обладает прямым сродством к никотиновым холинорецепторам, а также может увеличивать концентрацию глутаматных NMDA-рецепторов (хотя и непосредственно с ними не связывается). Установлено, что фонтурацетам инертен в отношении всех типов дофаминовых рецепторов, серотонинового рецептора 5-HT2-типа и ГАМК-рецепторов (как ГАМКА, так и ГАМКВ).
После приёма внутрь быстро всасывается из ЖКТ, распределяется в различные органы и ткани, легко проникает через гематоэнцефалический барьер. Абсолютная биодоступность препарата при приеме внутрь составляет 100 %. Максимальное содержание в крови достигается через 1 час.
Фонтурацетам не метаболизируется в организме и выводится в неизменённом виде. Около 40 % выводится с мочой, 60 % — с жёлчью и потом. Период полувыведения составляет 3−5 часов.
Токсичность препарата относительно низкая.

## Применение
Производителем декларируется широкий спектр показаний для применения фонтурацетама, однако каких-либо достоверных результатов клинических испытаний, которые бы подтверждали эффективность препарата, в научных изданиях практически не публиковалось.
Согласно данным, полученным в результате одного из исследований, фонтурацетам может оказывать положительное влияние на степень восстановления пациентов после перенесённого инсульта. В ходе исследования 200 пациентов в течение одного года после инсульта получили три курса препарата в дозе 400 мг/сут (средняя продолжительность одного курса — 30 дней). По итогам лечения степень восстановления нарушенных неврологических функций и бытовой адаптации у наблюдавшихся пациентов была выше, чем в контрольной группе.
По некоторым недостаточно подтверждённым данным, фонтурацетам благоприятно влияет на α- и β-ритмы головного мозга, а также положительно сказывается на состоянии людей с астеническим синдромом.

## Побочные действия
Со стороны ЦНС: бессонница (при приёме препарата после 15 часов). У некоторых больных в первые 3 дня приёма — психомоторное возбуждение, гиперемия кожных покровов, ощущение тепла, повышение кровяного давления.
Препарат фонтурацетам следует принимать с предельной осторожностью пожилым людям, лицам с заболеваниями сердечно-сосудистой системы, так как фонтурацетам, являясь стимулятором, может привести к серьёзным осложнениям у этих категорий лиц.